# Ceratostylis vonroemeri
Ceratostylis vonroemeri là một loài thực vật có hoa trong họ Lan. Loài này được J.J.Sm. mô tả khoa học đầu tiên năm 1913.